# Stephanocircus dasyuri
Stephanocircus dasyuri är en loppart som beskrevs av Frederick Askew Skuse 1893. Stephanocircus dasyuri ingår i släktet Stephanocircus och familjen Stephanocircidae. Inga underarter finns listade i Catalogue of Life.